# 莫夫恰尼夫卡
49°42′38″N 29°21′8″E / 49.71056°N 29.35222°E
莫夫恰尼夫卡（烏克蘭語：Мовчанівка）是位於烏克蘭北部日托米爾州裏別爾季切夫區的村莊，始建於1730年，面積3.42平方公里，海拔高度223米，2001年人口1,259，人口密度每平方公里368.13人。